# Чёрная (приток Летней)

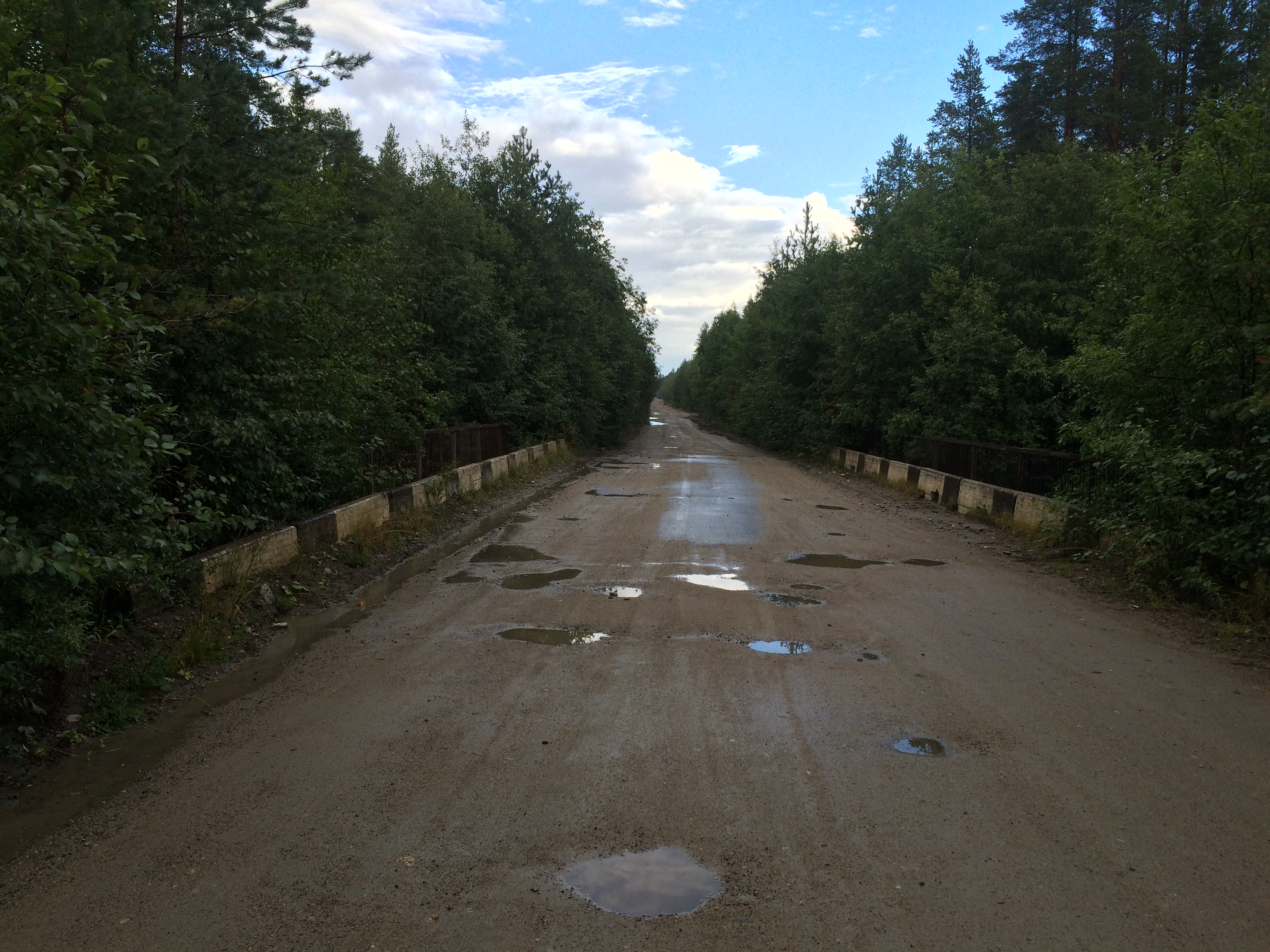
Автомобильный мост

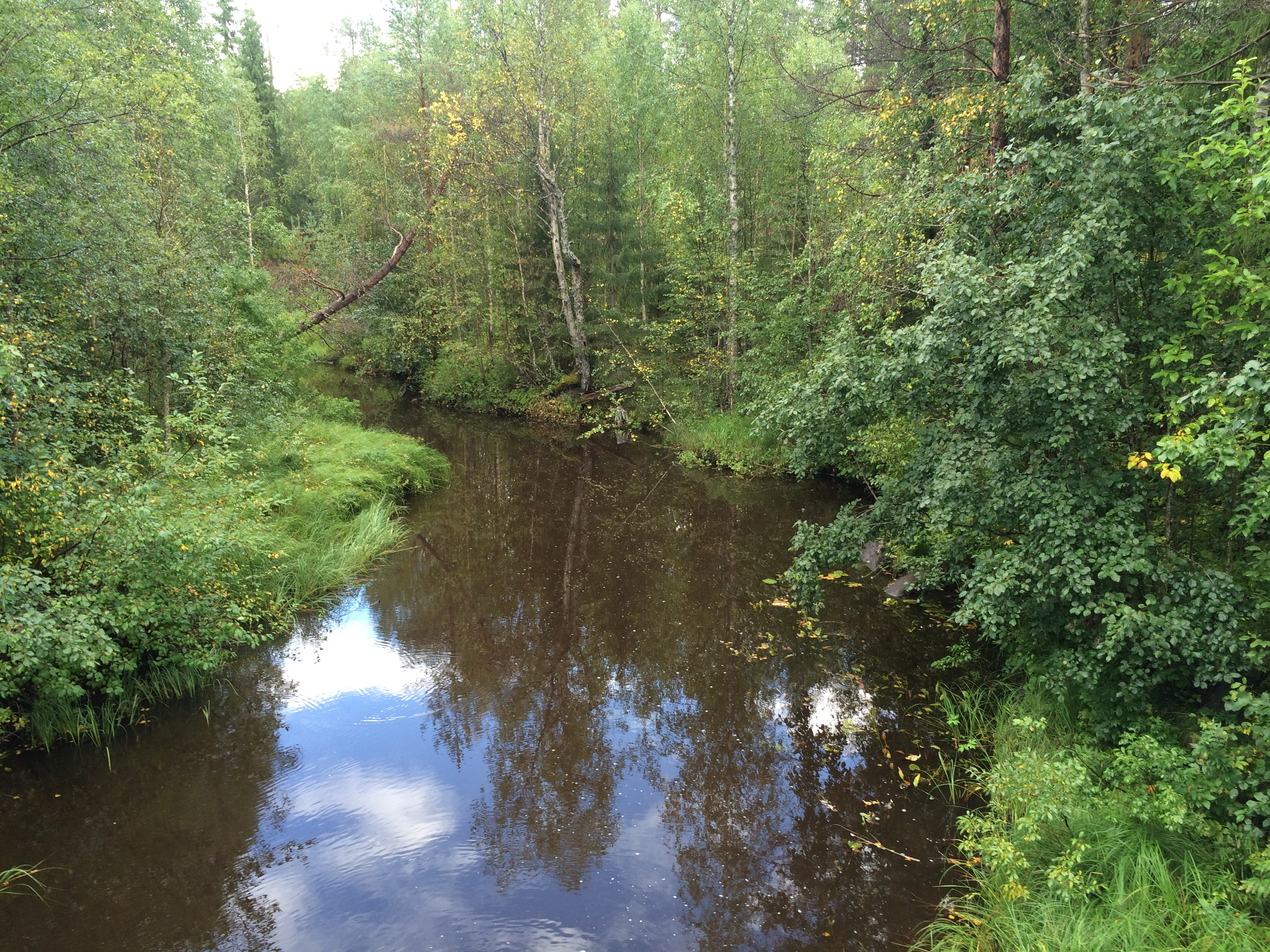
Вид по течению

Чёрная — река в России, протекает по территории Летнереченского сельского поселения Беломорского района Республики Карелии. Длина реки — 13 км.
Река берёт начало из озера Чёрной Лампи на высоте 88,5 м над уровнем моря.
Течёт преимущественно в юго-восточном направлении по заболоченной местности.
Река в общей сложности имеет четыре притока суммарной длиной 10 км.
Втекает на высоте 56,0 м над уровнем моря в реку Нижний Выг.
В нижнем течении Чёрная пересекает автодорогу местного значения 86К-26 («Подъезд к п. Летнереченский»).
Населённые пункты на реке отсутствуют.
Код объекта в государственном водном реестре — 02020001312102000006864.